# آرگو (بار)
آرگو (انگلیسی: Argo) یک بار کوکتل در هنگ کنگ است.
این میکده در سال ۲۰۲۲، به‌عنوان سومین میخانهٔ برتر آسیا انتخاب شد.